# مارتن تايلور (رائد أعمال)
مارتن تايلور (بالإنجليزية: Martin Taylor)‏ هو رائد أعمال بريطاني، ولد في 1952 في بيرنلي في المملكة المتحدة.